# الرهينة (مسلسل)
الرهينة، مسلسل اجتماعي درامي كويتي من إنتاج قناة فنون وعرض في 11 أغسطس 2010. من بطولة الفنانين إبراهيم الحربي وهدى حسين ومشاري البلام وشيماء علي وأحمد العونان وأمل عباس ومبارك سلطان ونواف القريشي وسوزان الفارس ونواف النجم تأليف إبراهيم الحربي وإخراج البيلي أحمد.